# Индишта
Индишта (Индоштап) — река в России, протекает по Челябинской области. Устье реки находится в 15 км по правому берегу реки Большой Киалим. Длина реки составляет 13 км.
Высота устья — 328,5 м над уровнем моря.

## Данные водного реестра
По данным государственного водного реестра России относится к Иртышскому бассейновому округу, водохозяйственный участок реки — Миасс от истока до Аргазинского гидроузла, речной подбассейн реки — Тобол. Речной бассейн реки — Иртыш.
Код объекта в государственном водном реестре — 14010500812111200003572.